# Gustave Courtois
Gustave-Claude-Étienne Courtois, född den 18 mars 1852 i Pusey, Haute-Saône, död den 25 november 1923 i Neuilly-sur-Seine, var en fransk målare. 

## Biografi
Courtois utställde Arkimedes död, Orfeus (1876), Narcissus (1877), Kurtisanen Lais i helvetet (1878), Dante och Vergilius i helvetet (1880), Atalas begravning (1884), Mater dolorosa (1887), Minne från Venedig (1889), Figaro ur pjäserna Barberaren i Sevilla och Figaros bröllop med flera. Courtois målade dessutom bilder i Odéonteaterns foajé samt många porträtt.
Curtois undervisade även vid Académie Colarossi. Bland hans elever där märks Eva Bonnier.
Gustave Courtois var en nära vän till finlandssvenska konstnären Albert Edelfelt. De bodde i samma ateljéhus i Paris, umgicks dagligen, delade många konstnärliga ideal och stöttade varandra i arbetet.

## Galleri

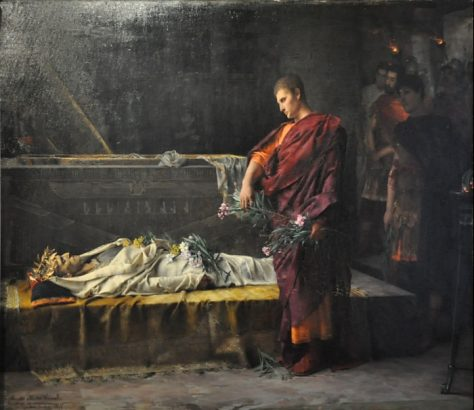
Augustus vid Alexanders grav (1878)
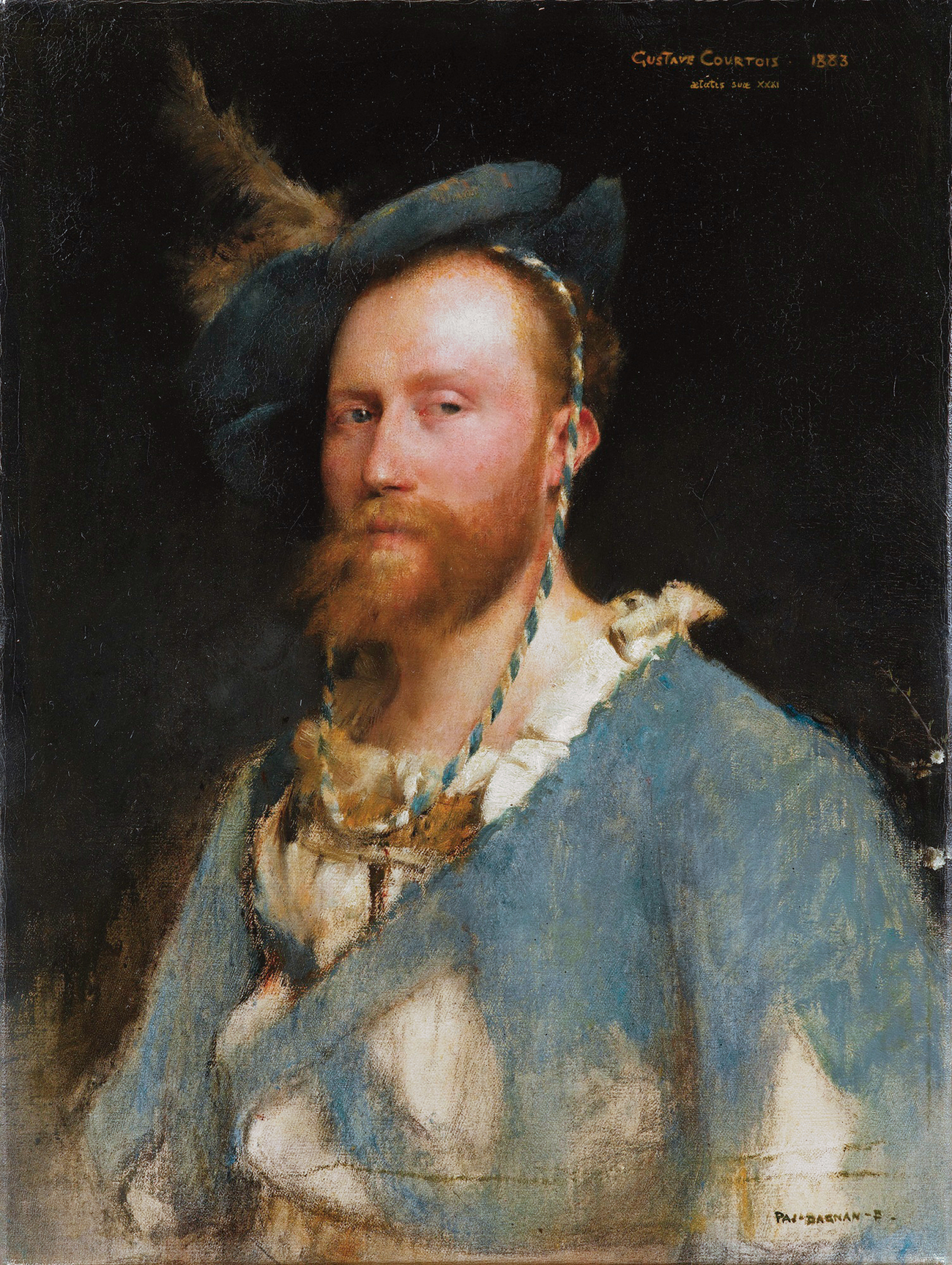
Gustave Courtois (utförd av Pascal Adolphe Jean Dagnan-Bouveret 1883)
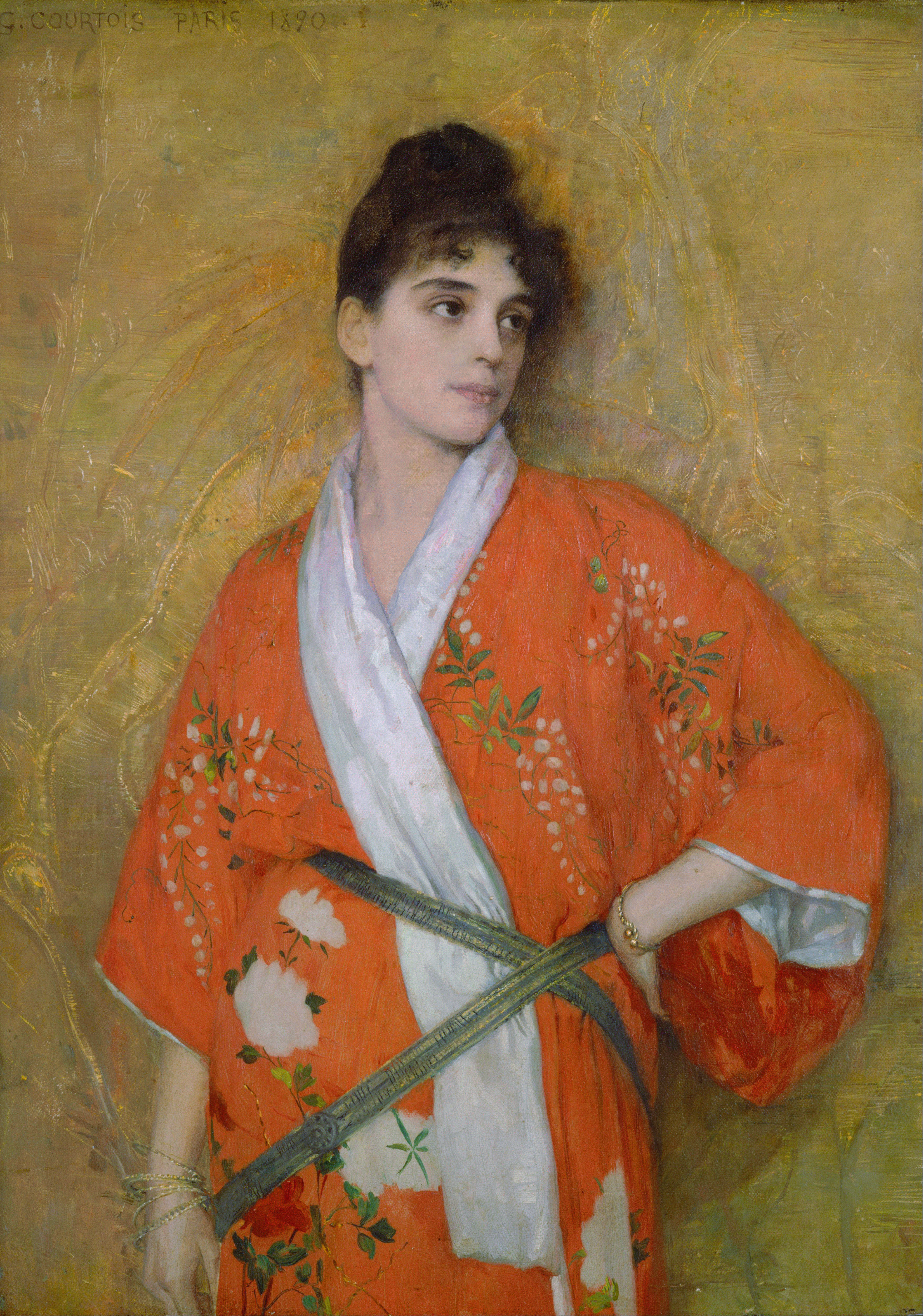
Studie (1890)
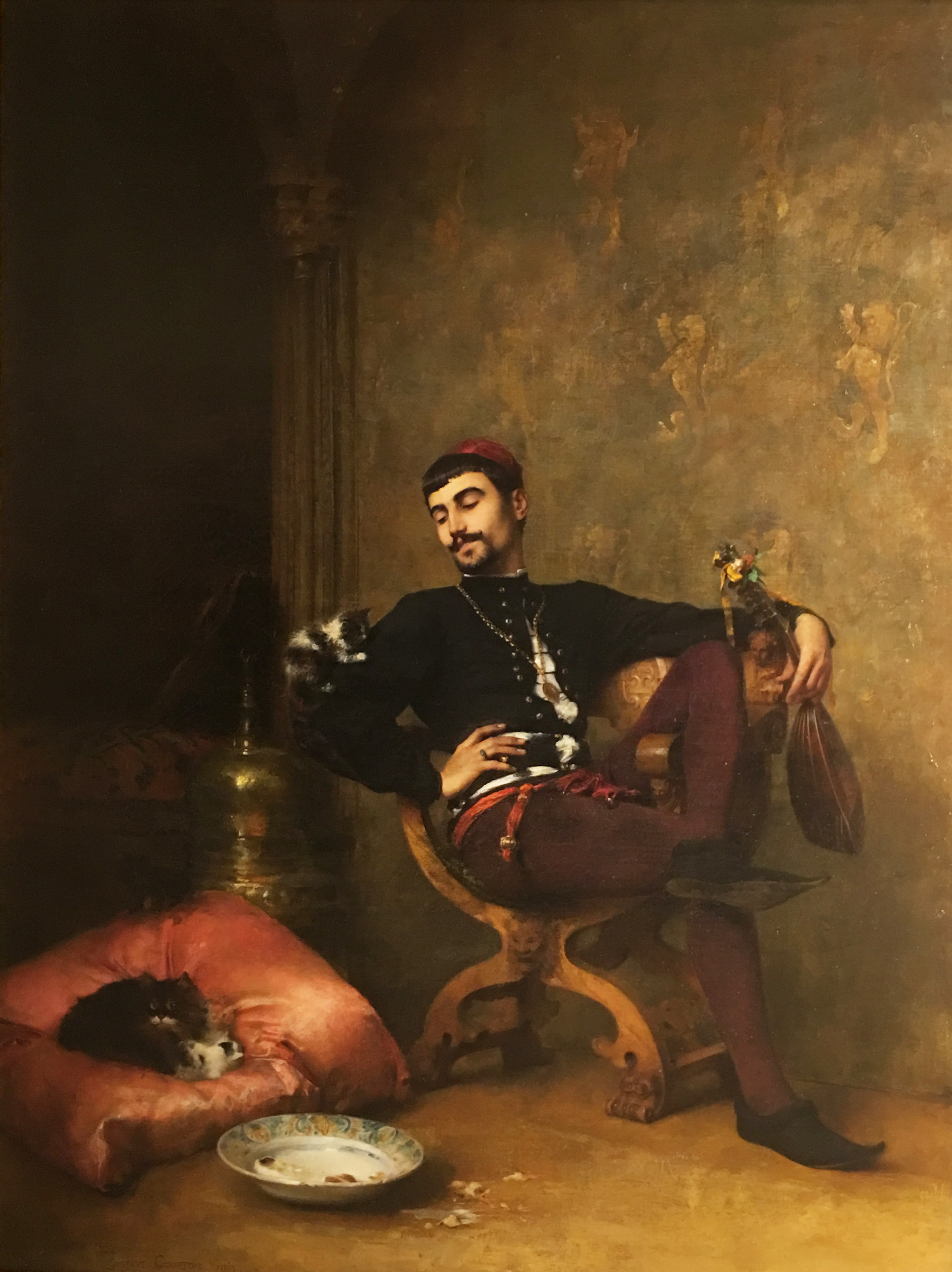
Ung florentin lekande med katter (u. å.)
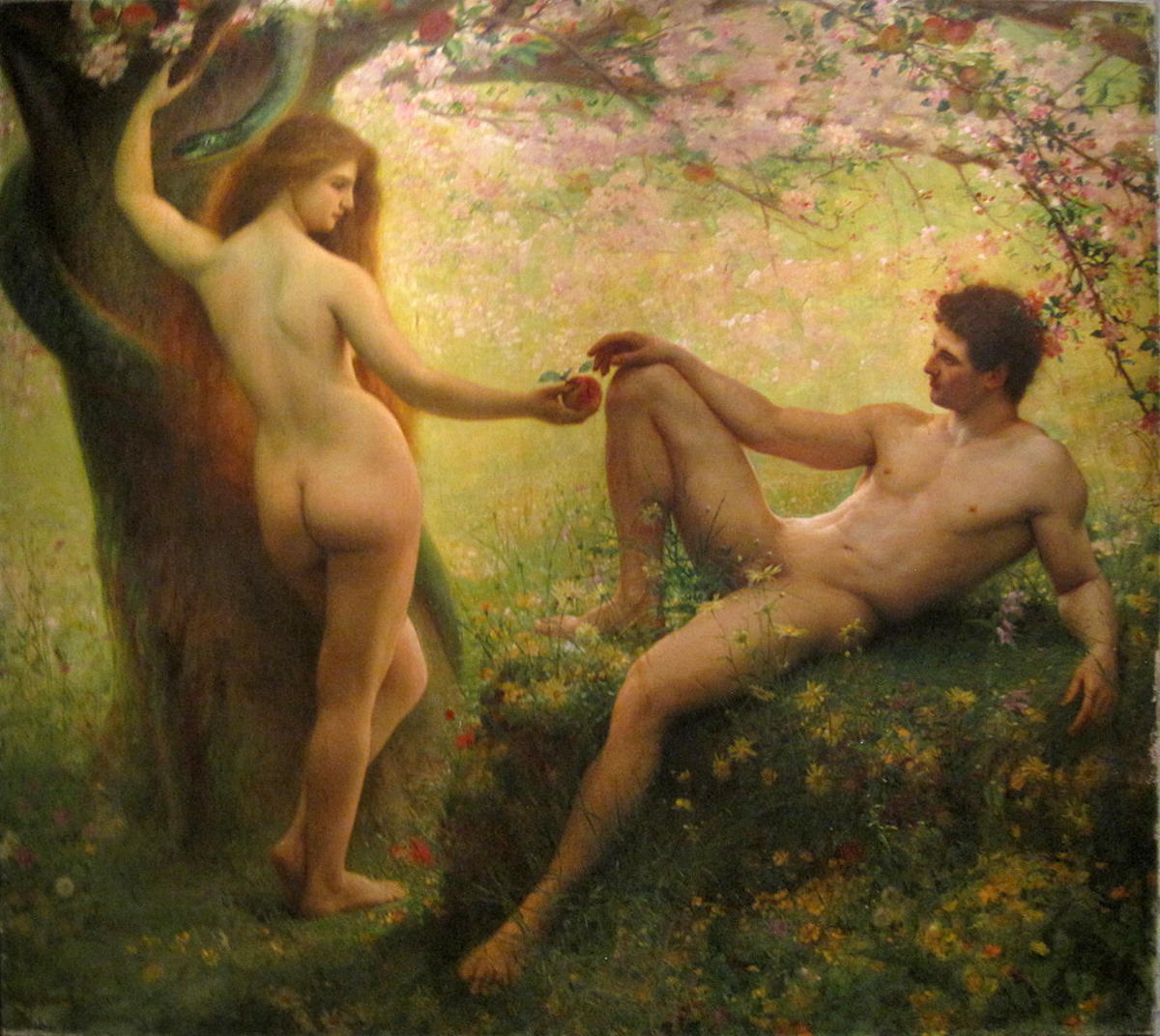
Adam och Eva (u. å.)